# Costaricaträdletare
Costaricaträdletare (Thripadectes rufobrunneus) är en fågel i familjen ugnfåglar inom ordningen tättingar.

## Utbredning och systematik
Fågeln förekommer i centrala höglandet i Costa Rica och västra Panama. Den behandlas som monotypisk, det vill säga att den inte delas in i några underarter.

## Status
IUCN kategoriserar arten som livskraftig.